# La Carologie
La Carologie est une chaîne YouTube ouverte en janvier 2014 par la suissesse Carolina Gonzalez pour y partager ses réflexions. En décembre 2022, la chaîne compte 282 000 abonnés.

## Description
Carolina est née le 20 décembre 1996 et a grandi à Genève ; en 2016, elle est en dernière année d'éducation secondaire avec option art. Elle crée en septembre 2015 sa chaîne YouTube, La Carologie, pour « partager ce qu’il se passe dans [s]on cerveau ». La vidéaste y aborde des thèmes comme le développement personnel, le féminisme, la spiritualité. Elle a également produit des vidéos sur « le racisme, la religion, la politique », l'abandon du soutien-gorge, l'orientation sexuelle et contre l'hétéronormativité, « le mythe de la friendzone », la transidentité, les préjugés sur dépression...
En 2018, La Carologie cumule 11 millions de vues et 170 000 abonnés. En 2019, la Youtubeuse se rend en Amazonie afin de se renseigner sur « la déforestation causée par la multiplication des champs de soja ». En mars 2020, la chaîne compte 275 000 abonnés. La vidéaste participe à une émission sur l'environnement et l'écologie : On a marché sur la Terre, diffusée sur RTS 1. Elle est aussi dans l'émission Alerte Bleue diffusée sur la RTS.